# Melody Day
Melody Day (kor. 멜로디데이) – południowokoreański girlsband założony w 2012 roku przez Cre.ker Entertainment (wcześniej Viewga Entertainment). Grupa oficjalnie zadebiutowała 25 lutego 2014 roku wydając singel Another Parting (kor. 어떤 안녕), w trzyosobowym składzie: Yeoeun, Chahee oraz Yein. Czwarta członkini, Yoomin, została dodana do zespołu w październiku 2014 roku.
26 grudnia 2018 roku członkinie zespołu ogłosiły za pośrednictwem Instagrama rozpad grupy.

## Członkinie
| Pseudonim   | Pseudonim | Prawdziwe imię | Prawdziwe imię | Data urodzenia        | Pozycja                            |
| Latynizacja | Hangul    | Latynizacja    | Hangul         | Data urodzenia        | Pozycja                            |
| ----------- | --------- | -------------- | -------------- | --------------------- | ---------------------------------- |
| Yeoeun      | 여은      | Jung Ji-eun    | 정지은         | 25 stycznia 1990(dts) | liderka, główny wokal              |
| Yoomin      | 유민      | Na Yoo-min     | 나유민         | 29 sierpnia 1993(dts) | wokal wspomagający, główna raperka |
| Yein        | 예인      | Ahn Ye-in      | 안예인         | 4 maja 1995(dts)      | wokal prowadzący                   |
| Chahee      | 차희      | Park Soo-young | 박수영         | 24 marca 1996(dts)    | wokal wspomagający, maknae         |

## Dyskografia

### Minialbumy
| Rok                                            | Dane dot. albumu | Najwyższa pozycja | Sprzedaż    |
| Rok                                            | Dane dot. albumu | KOR (Gaon)        | Sprzedaż    |
| ---------------------------------------------- | --- | ----------------- | ----------- |
| 2016                                           | Color - Wydany: 1 lipca 2016 - Wytwórnia: Cre.Ker Entertainment, LOEN Entertainment - Format: CD, digital download              | 24                | - KOR: 629+ |
| 2017                                           | Kiss on the Lips - Wydany: 15 lutego 2017 - Wytwórnia: Cre.Ker Entertainment, LOEN Entertainment - Format: CD, digital download | 22                | - KOR: 793+ |
| "–" oznacza, że wydawnictwo nie było notowane. | |                   |             |

### Single
| Rok                                            | Tytuł                                               | Najwyższa pozycja | Sprzedaż       | Album                          |
| Rok                                            | Tytuł                                               | KOR (Gaon)        | Sprzedaż       | Album                          |
| ---------------------------------------------- | --------------------------------------------------- | ----------------- | -------------- | ------------------------------ |
| 2013                                           | „Love Alone (혼자하는 사랑)”                        | 87                | - KOR: 32 535+ | New Wave Studio Rookie, Vol. 1 |
| 2014                                           | „Another Parting (어떤 안녕)”                       | 69                | - KOR: 57 600+ | Another Parting                |
| 2014                                           | „Anxious (겁나)” (feat. Mad Clown)                  | 33                | - KOR: 78 107+ | #LoveMe                        |
| 2015                                           | „#LoveMe”                                           | —                 | - KOR: 17 359+ | #LoveMe                        |
| 2015                                           | „Speed Up”                                          | —                 | —              | Speed Up                       |
| 2015                                           | „When It Rains (비가 내리면)” (feat. Ravi z VIXX)   | 41                | - KOR: 55 629+ | Color                          |
| 2016                                           | „Color (깔로)”                                      | —                 | —              | Color                          |
| 2017                                           | „You Seem Busy (바빠 보여요)” (feat. Ilhoon z BtoB) | —                 | - KOR: 14 740+ | Kiss On The Lips               |
| 2017                                           | „Kiss On The Lips”                                  | —                 | —              | Kiss On The Lips               |
| 2018                                           | „Restless” (잠은 안 오고)                           |                   |                | —                              |
| „–” oznacza, że wydawnictwo nie było notowane. |                                                     |                   |                |                                |